# 918 هـ
918 هـ هي سنة في التقويم الهجري امتدت مقابلةً في التقويم الميلادي بين سنتي 1512 و1513.

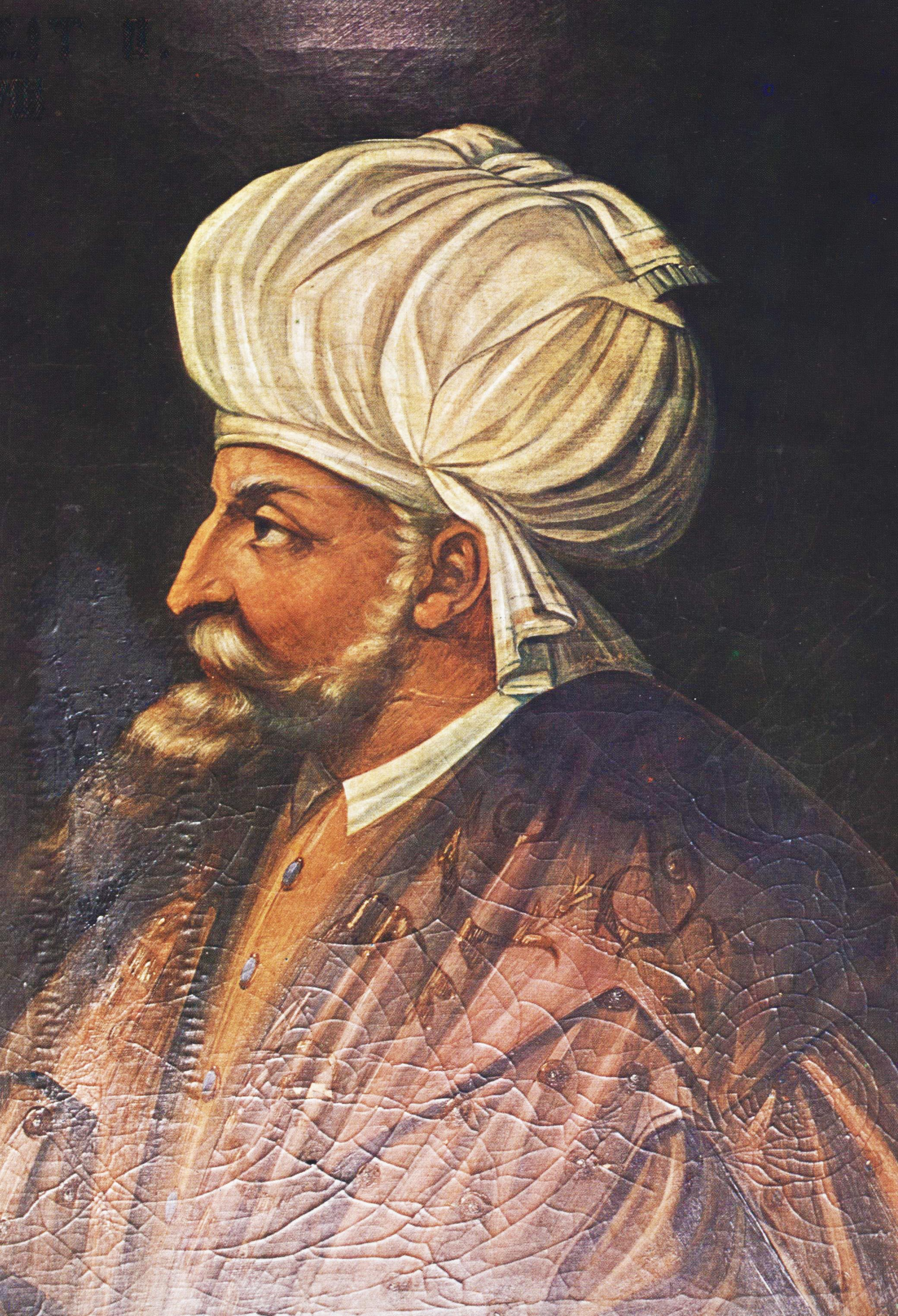
بايزيد الثاني

## مواليد
- حسين بن عبد الصمد

## وفيات
- بايزيد الثاني
- بنائي الهروي
- جلال الدين الدواني
- عبد الله بن عبد الرحمن بافضل الحضرمي